# 9818 Eurymachos
9818 Eurymachos este o planetă minoră (asteroid), cu un diametru de 28,076 km, din Asteroid troian al lui Jupiter. A fost descoperită pe 24 septembrie 1960 la Observatorul Palomar de Cornelis Johannes van Houten. 
Obiectul prezintă o orbită caracterizată de o semiaxă mare de 5,2081968 UAi, o excentricitate de 0,004, o înclinație de 7,49056 ° în raport cu ecliptica.